# Gabriel Poveda
Gabriel Buscariol Poveda (Araçatuba, 7 de julho de 1998) é um futebolista brasileiro que atua como centroavante. Atualmente joga no Vila Nova.

## Carreira
Nascido no interior de São Paulo, formou-se na juventude Guarani. Depois de um empréstimo ao time sub-20 do Internacional, ele fez sua estreia no Bugre em 15 de junho de 2018, entrando como substituto tardio de Erik no empate em casa por 0–0 da Série B contra o São Bento.
Marcou seu primeiro gol profissional em 3 de novembro de 2018, marcando o primeiro gol na vitória por 2–0 fora de casa sobre o Coritiba . Em janeiro de 2019, transferiu-se para o clube português Alverca, mas voltou ao seu país natal pouco tempo depois, após ser emprestado ao Athletico Paranaense.
Depois de poucas apresentações, Poveda se apresentou no Juventude em 26 de julho de 2019. Ele se mudou para o Brasil de Pelotas para a temporada de 2020, mas sofreu uma grave lesão no joelho em novembro daquele ano, ficando afastado até agosto seguinte.
Em 7 de janeiro de 2022, Poveda ingressou no Sampaio Corrêa, ainda por empréstimo do Alverca. Foi o máximo artilheiro do Campeonato Brasileiro de Futebol de 2022 - Série B com 19 gols pelo Sampaio Corrêa e o sexto com mais gols no Brasil no ano de 2022, com 26 gols em 52 partidas.
Foi negociado com o Grupo City e foi especulada sua transferência Club Bolívar, da Bolívia, em 2023, até o final da temporada com opção de renovação caso houvesse batimento de metas contratuais. Em junho, foi anunciada sua saída do clube boliviano. Ao todo, Poveda disputou 16 partidas e marcou seis gols, com uma assistência distribuída.

## Títulos
Athletico Paranaense
- Campeonato Paranaense: 2019

Sampaio Corrêa
- Campeonato Maranhense: 2022

Vila Nova
- Campeonato Goiano: 2025[12]

### Prêmios individuais
- Artilheiro do Campeonato Brasileiro de Futebol Série B de 2022: 19 gols